# Карамфилоцветни
Карамфилоцветните (Caryophyllales) са разред покритосеменни растения, включващ кактусите, карамфиловите и повечето хищни растения.
Разредът включва около 6% от видовете двусемеделни и е част от групата на същинските еудикоти. Според съвременните класификации на Групата по филогения на покритосеменните (APG), разредът включва 33 семейства, 692 рода и 11 155 вида.

## Класификация

### APG II
Във втората ревизия на класификацията на APG, публикувана през 2003 година, разредът включва следните семейства:
- Achatocarpaceae
- Aizoaceae
- Amaranthaceae – Щирови
- Ancistrocladaceae
- Asteropeiaceae
- Barbeuiaceae
- Basellaceae
- Cactaceae – Кактусови
- Caryophyllaceae – Карамфилови
- Didiereaceae
- Dioncophyllaceae
- Droseraceae
- Drosophyllaceae
- Frankeniaceae
- Gisekiaceae
- Halophytaceae
- Molluginaceae
- Nepenthaceae
- Nyctaginaceae
- Physenaceae
- Phytolaccaceae
- Plumbaginaceae – Саркофаеви
- Polygonaceae – Лападови
- Portulacaceae
- Rhabdodendraceae
- Sarcobataceae
- Simmondsiaceae
- Stegnospermataceae
- Tamaricaceae

### Кронкуист
В системата на Кронкуист разредът е по-тясно дефиниран:
- Achatocarpaceae
- Aizoaceae
- Amaranthaceae
- Basellaceae
- Cactaceae
- Caryophyllaceae
- Chenopodiaceae
- Didiereaceae
- Molluginaceae
- Nyctaginaceae
- Phytolaccaceae
- Portulacaceae